# L'Homme en fuite
L'Homme en fuite (titre original : Stranger on the Run) est un téléfilm américain de Don Siegel diffusé en 1967.

## Synopsis
L'ancien détenu et alcoolique Ben Chamberlain arrive clandestinement dans une ville ferroviaire porter un message à Alma, une femme, serveuse dans un bar. Il ne la trouve pas mais on finit par lui indiquer l'endroit où elle est enfermée. Quand il la découvre, elle est morte. Le shérif McKay, à la suggestion de son ami Hotchkiss  organise une chasse à l'homme, pensant à tort que Chamberlain est le coupable. En pleine errance celui-ci revient sur ses pas et finit par sympathiser avec Valverda Johnson, une veuve et mère d'un jeune homme instable, Matt. Ce dernier malgré l’opposition de sa mère s'engage au côté des hommes du shérif. Après plusieurs péripéties Ben et Valverda sont assiégés dans la maison de cette dernière. McKay menace de l'incendier. Ben sort et jette son arme, McKay le frappe, mais ayant appris par ailleurs le nom du véritable assassin d'Alma, il abandonne le combat. Après quelques hésitations Ben rejoint Valverda.

## Fiche technique
- Titre original : Stranger on the Run
- Réalisation : Don Siegel
- Scénario : Dean Riesner d'après une histoire de Reginald Rose
- Directeur de la photographie : Bud Thackery
- Montage : Richard G. Wray
- Musique : Leonard Rosenman
- Costumes : Vincent Dee
- Production : Richard E. Lyons
- Genre : Western
- Pays :  États-Unis
- Durée : 97 minutes
- Date de diffusion :
  -  États-Unis : 31 octobre 1967
  -  Allemagne de l'Ouest : 31 mai 1969

## Distribution
- Henry Fonda (VF : René Arrieu) : Ben Chamberlain
- Anne Baxter (VF : Paule Emanuele) : Valverda Johnson
- Michael Parks (VF : Daniel Gall) : Vince McKay
- Dan Duryea (VF : Michel Gatineau) : O.E. Hotchkiss
- Sal Mineo : George Blaylock
- Lloyd Bochner : M. Gorman
- Michael Burns (VF : Georges Poujouly) : Matt Johnson
- Tom Reese (VF : Claude Bertrand) : Leo Weed
- Bernie Hamilton (VF : Jacques Deschamps) : Dickory
- Zalman King (VF : Yves-Marie Maurin) : Larkin
- Madlyn Rhue (VF : Sylvie Feit) : Alma Britten
- Walter Burke : Berk
- Rodolfo Acosta (VF : Serge Lhorca) : Mercurio
- Pepe Hern : Manolo